# Arboretum du Figuier
El Arboreto de la Higuera ( en francés : Arboretum du Figuier) es un arboreto experimental de 4 hectáreas de extensión dedicado a las variedades de higos, ubicado en Nézignan-l'Evêque, Francia.

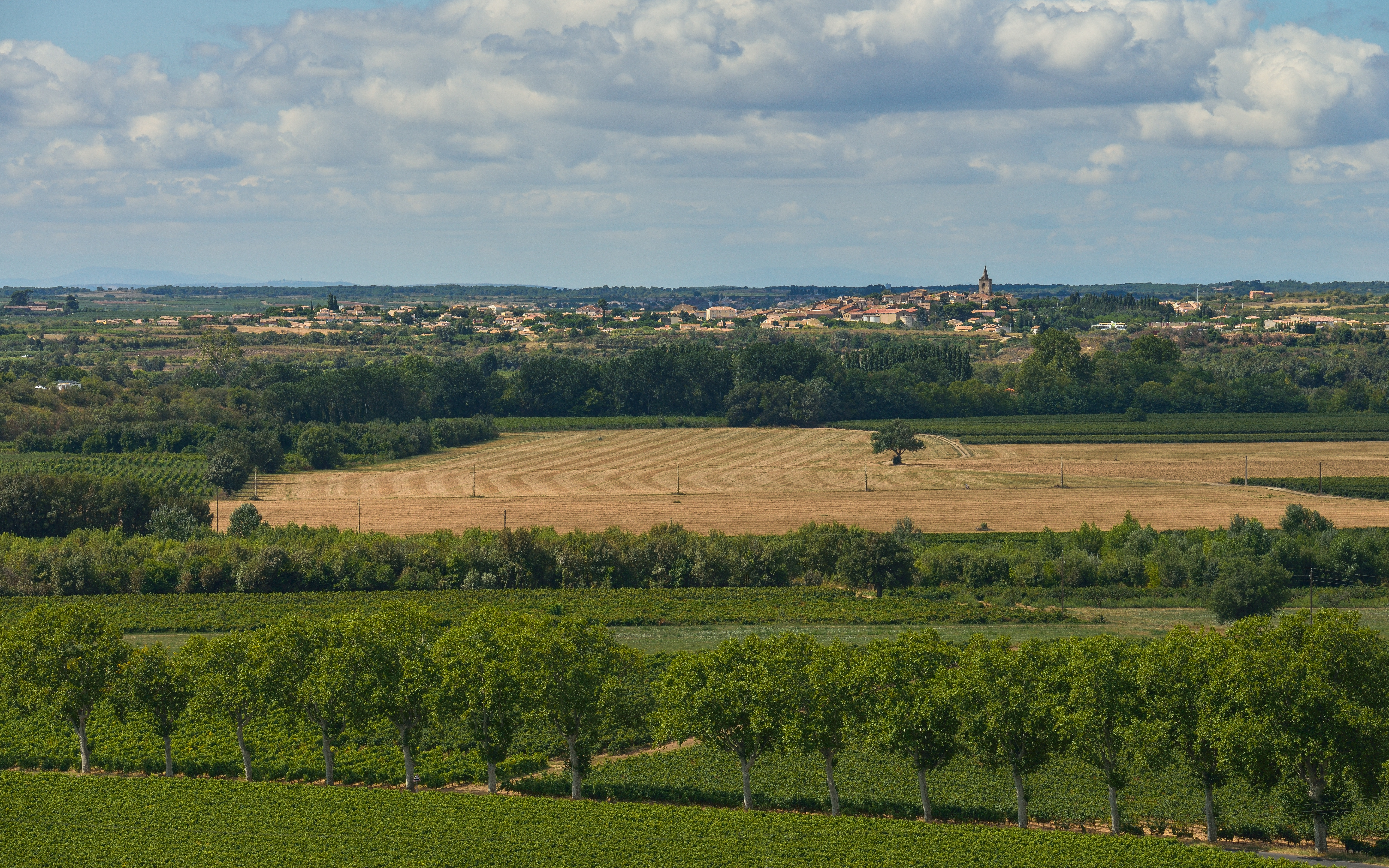
El entorno de Nézignan-l'Evêque.

## Localización
Arboretum du Figuier rue du Foyer 34120 Nézignan-l'Evêque, Département de Hérault, Languedoc-Roussillon, France-Francia. 
Planos y vistas satelitales, 43°25′20″N 3°24′25″E / 43.42222, 3.40694
Está abierto al público en los meses cálidos del año. Se paga una tarifa de entrada. 

## Historia
La higuera es uno de los primeros árboles frutales cultivados por el hombre.
En la época de la Grecia clásica sus frutos eran denominados como los frutos de Dionisos
La localidad de Nézignan-l'Evêque tiene una reputación histórica por sus higos que datan de la Edad Media, como se evidencia por una pintura de la época de Francisco I en la que sus habitantes le sirven como abanderados de la Higuera.
Los aldeanos de hoy en día todavía se conocen como "becos figos".
Gracias a la iniciativa del sr. Combes, presidente de la Hermandad de « becos-figos » ("comedores de higos") en occitano, a Roger Gavinelli y al sr. alcalde de la comuna de Nézignan l'Evêque surgió este arboreto. 
En una visita relajada, se reconocen los orígenes de este árbol y sus vínculos con el pueblo. Así la hermandad "becos-figos" fue nombrada en referencia al apodo dado a los Nézignanais en el pasado por los habitantes de los municipios de los alrededores. 
A lo largo de los senderos, se presentan las diferentes variedades que crecen en el jardín. Cerca de setenta especies de todo el mundo. Algunos, como el 'noire' o el 'marseillaise', son comunes en la región, otras como la 'Chicago' procede de América del Norte. 
También se explica cómo diferenciar un higo "unífero" de uno "bífero", conceptos esenciales para cualquier amante de los higos digno de ese nombre. Dependiendo de la temporada, se ofrece a degustar algunos de ellos.

## Colecciones
Actualmente el arboreto contiene más de 82 variedades de higueras (Ficus carica) o 97 árboles representando a 40 variedades.